# Albertisiella
Albertisiella is een geslacht van rechtvleugeligen uit de familie sabelsprinkhanen (Tettigoniidae). De wetenschappelijke naam van dit geslacht is voor het eerst geldig gepubliceerd in 1908 door Griffini.

## Soorten
Het geslacht Albertisiella  is monotypisch en omvat slechts de volgende soort:
- Albertisiella acanthodiformis (Brunner von Wattenwyl, 1898)